# Prawo Moreta
Prawo Moreta – hiszpańska ustawa z 4 lipca 1870 dokonująca złagodzenie reżimu niewolniczego w Hiszpanii. Faktycznie postanowienia ustawy odnosiły się wyłącznie do kolonii i terytoriów zamorskich (np. Kuby), gdyż w metropolii niewolnictwo zostało zniesione. Ustawa wprowadzała zasadę "wolnego łona" (dzieci niewolników nie dziedziczyły niewolnictwa), wolność dla niewolników, którzy przekroczyli 60. rok życia, wolność dla niewolników służących w wojsku oraz podlegających bezpośrednio rządowi madryckiemu.